# 好都合セミフレンド
『好都合セミフレンド』（こうつごうセミフレンド）は、千種みのりによる日本の4コマ漫画シリーズ。『まんがタイムきらら』（芳文社）2023年3月号から5月号にゲスト連載され、同年6月号より正式連載となる。2024年次にくるマンガ大賞ノミネートされた。

## あらすじ
主人公は、新しい寮に引っ越してきたばかりの高校生、久留真 珠海を主人公。新しい部屋に着くと、彼女は浜薔薇 輝子という女の子が他の女の子とイチャイチャしているのを目撃する。

## 登場人物
久留真 珠海（くるま すうな）
高校生で、輝子（るか）のルームメイト。非常に引っ込み思案な性格で、輝子と出会うまで友達を作ることができなかった。自分の漢字が読みにくいので、名前を気にしている。
浜薔薇 輝子（はまなす るか）
珠海（すうな）のルームメイト。初対面で他の女の子とイチャイチャしているところを目撃。彼女は相手をセフレだと主張するが、珠海は「セフレ」という言葉に馴染みがないため、「セミフレンド」の略だと説明する。ギャルっぽい性格。

## 書誌情報
- 千種みのり『好都合セミフレンド』芳文社〈まんがタイムKRコミックス〉、既刊2巻（2024年10月25日現在）
  1. 2023年12月26日発売[2][3]、ISBN 978-4-8322-9516-2
  2. 2024年10月25日発売[3]、ISBN 978-4-8322-9585-8